# Ібрагім Наджі ас-Сувейді
Ібрагім Наджі ас-Сувейді (араб. إبراهيم ناجي السويدي; 1882—1942) — іракський державний і політичний діяч, прем'єр-міністр країни у 1929—1930 роках.

## Врядування
Очолив уряд у листопаді 1929 року після самогубства Абд аль-Мухсін ас-Саадуна. Часи перебування його на посту прем'єр-міністра відзначились вуличними протестами. Протестувальники вимагали незалежності Іраку від Великої Британії. Низка сутичок і нездатність уряду їх зупинити призвели до відставки Наджі ас-Сувейді.